# Flippaut
Flippaut (Get Crazy) è un film commedia del 1983 diretto da Allan Arkush.